# Arnold Toht
Arnold Ernst Toht é um personagem da franquia Indiana Jones.

## Sobre o personagem
É um Sturmbannfüher (Major) da Gestapo e ajudou Belloq nas caçadas de artefatos. Apareceu somente em Os Caçadores da Arca Perdida, sendo interpretado por Ronald Lacey.

## História no Filme
Ele é o segundo vilão do filme, e tentou torturar Marion no Nepal, onde seu rival Indiana Jones o impediu. Arnold voltou ao Egito para torturar Marion, pois as informações de Belloq eram infrutíferas. Mas suas torturas não funcionaram e ele trancou Marion junto com Indiana Jones no Poço das Almas.

## Morte
No final, ele morre ao abrir a arca para comprovar se era verdadeira, nisso o fogo o faz dissolver o crânio, desintegrando-se no fogo divino.